# Algodoniet

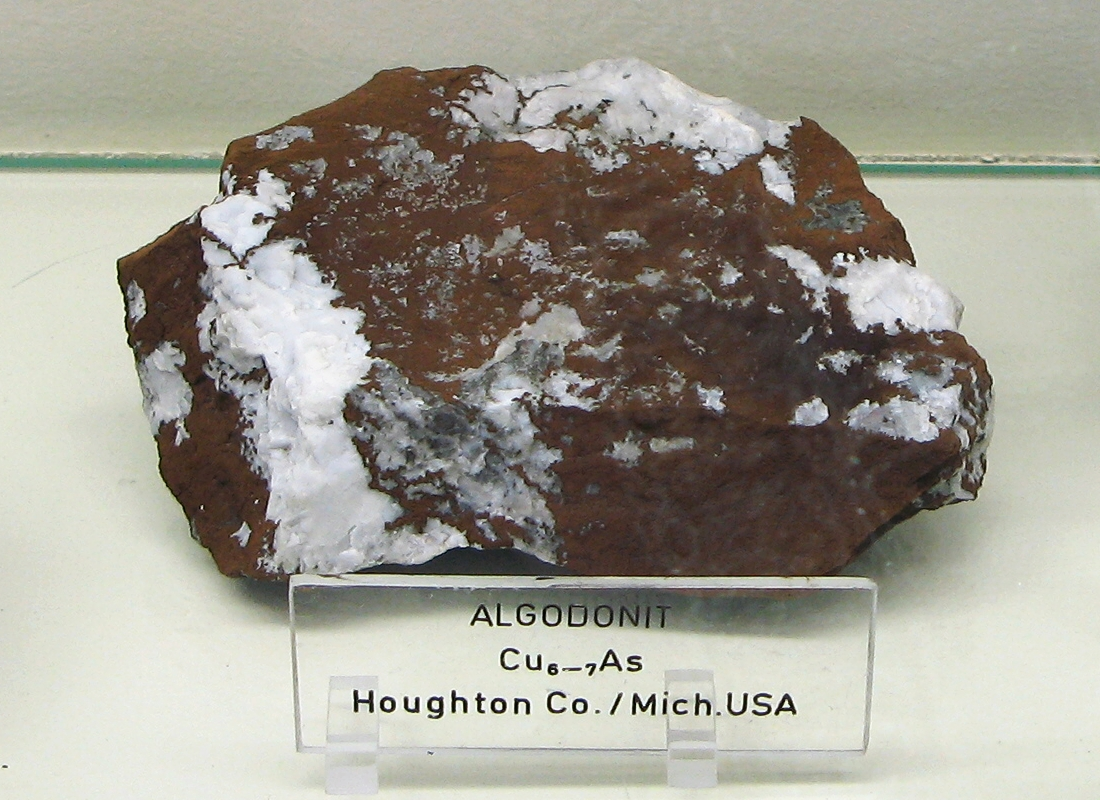
Algodoniet

Het mineraal algodoniet is een koper-arsenide met de chemische formule Cu6As. Het is een grijswit metaalachtig mineraal dat uitkristalliseert in een hexagonaal kristalrooster. Het heeft een hardheid op de schaal van Mohs van 4 en heeft een soortelijk gewicht van 8,38 tot 8,72.
Het werd voor het eerst beschreven in 1857 toen het werd gevonden in de Algodones zilvermijn, Coquimbo, Chili.